# Хреновский, Сергей
Серге́й Хрено́вский (бел. Сяргей Хрэноўскі; 1970) — белорусский футболист, вратарь.

## Биография

### Карьера игрока
В 1992 году выступал за «Арман» из Кентау, в составе которого провёл 3 матча (пропустил 4 гола) в высшей лиге Казахстана. В сезоне 1995 года играл за акмолинскую «Цесну», за которую в 9 встречах чемпионата пропустил 10 мячей и в 2 поединках кубка Казахстана пропустил 5 голов. В 1996 году выступал за любительский клуб «Колос» из станицы Павловской: в 9 играх первенства КФК пропустил 9 мячей.